# Oberleitungsbus Zwickau
Der Oberleitungsbus Zwickau war der Oberleitungsbus-Betrieb der Stadt Zwickau, er verkehrte von 1938 bis 1977 und ergänzte die örtliche Straßenbahn. Der Oberleitungsbus bediente die Zwickauer Innenstadt, den Stadtteil Weißenborn und die Nachbargemeinden Lichtentanne und Stenn.

## Geschichte
Vorläufer des Obusbetriebes war eine 1926 eröffnete 3,6 Kilometer lange Omnibuslinie der Städtischen Straßenbahn Zwickau von Weißenborn zum Poetenweg, die 1927 um circa drei Kilometer entlang der Reichenbacher Straße – der heutigen Bundesstraße 173 – und 1928 um 1,6 Kilometer bis zum Gasthof „Lichte Tanne“ verlängert wurde. Die 1929 gegründete Energie- und Verkehrs-Aktiengesellschaft Westsachsen, die auch die Omnibuslinie übernommen hatte, bemühte sich, die Linie auf Obusbetrieb umzustellen. Am 2. April 1937 erhielt sie für die Linien Weißenborn–Poetenweg–Stenn die Konzession. Nach der Abnahme der Oberleitung am 29. November 1938 wurde die Linie am 1. Dezember 1938 mit drei Obussen – einer von Daimler-Benz und zwei von MAN aus Nürnberg – eröffnet. Die Reisezeit auf der 13,14 Kilometer langen Strecke mit 32 Haltestellen betrug 41 Minuten.
Es existierten mehrere Wendestellen zwischen Zwickau und Stenn. Eine war an der ehemaligen Endhaltestelle an der Lichten Tanne. Weitere befanden sich am Bahnhof in Lichtentanne und am ehemaligen Gasthof zur Eiche in Lichtentanne.
Während des Zweiten Weltkriegs gab es Bestrebungen zur Ausweitung des Obusbetriebes, so plante man ab Ende 1939 die Straßenbahnlinie nach Wilkau-Haßlau auf Obus umzustellen. Dieses Vorhaben wurde ebenfalls wie die im Sommer 1944 geplante Strecke nach Planitz nicht umgesetzt. Da während der Hauptverkehrszeiten die drei Fahrzeuge nicht ausreichten und zur Ergänzung Omnibusse eingesetzt wurden, beschaffte man von 1940 bis 1942 insgesamt sechs Anhänger vom Fahrzeugbau Schumann in Werdau. 1941 wurden zudem weitere drei Obusse von Henschel geliefert. Das zunächst verwendete Einstangenkontaktsystem von BBC wurde 1942 auf das konventionelle Zweistangenkontaktsystem umgestellt.
Der für die Berliner Verkehrsbetriebe (BVB) in Ost-Berlin bestimmte O-Bus-Prototyp LOWA ES6 aus dem nahen Werdau wurde zunächst ab April 1955 beim Oberleitungsbus Zwickau auf der Strecke Weißenborn–Lichtentanne–Stenn getestet, bevor er im Oktober des Jahres in den Berliner Liniendienst ging.
Bereits 1975 endete der Anhängerbetrieb. Am 26. Februar 1977 wurde wegen Bauarbeiten an der Reichenbacher Straße der Obusverkehr Poetenweg–Stenn eingestellt. Auf dem verbliebenen Reststück Weißenborn–Poetenweg verkehrten die Obusse nur noch in Hauptverkehrszeiten, die restlichen Beförderungsleistungen wurden von Omnibussen übernommen. Der Restbetrieb wurde am 31. August 1977 beendet und alle noch vorhandenen Fahrzeuge bis auf einen Škoda 9Tr verschrottet. Da man perspektivisch eine Wiederaufnahme des Obusverkehrs plante, blieb die Oberleitung vorerst erhalten und das letzte Fahrzeug sollte durch regelmäßige Fahrten die Oxidation an der Oberleitung verringern.